# Machaerium chambersii
Machaerium chambersii är en ärtväxtart som beskrevs av John Duncan Dwyer. Machaerium chambersii ingår i släktet Machaerium och familjen ärtväxter. Inga underarter finns listade i Catalogue of Life.